# Loudrefing
Loudrefing település Franciaországban, Moselle megyében. Lakosainak száma 301 fő (2022. január 1.). Loudrefing Belles-Forêts, Cutting, Insviller, Lhor, Lostroff, Mittersheim, Rorbach-lès-Dieuze és Vibersviller községekkel határos.

## Népesség
A település népességének változása:
| Lakosok száma | 327  | 315  | 312  | 296  | 320  | 321  | 322  | 322  | 323  | 301  |
|               | 1968 | 1982 | 1990 | 2006 | 2013 | 2015 | 2017 | 2019 | 2020 | 2022 |